# Браны
Бра́ны (укр. Брани) — село на Украине, находится в Марьяновской поселковой общине Луцкого района Волынской области.
Население по переписи 2021 года составляет 609 человек. Почтовый индекс — 45746. Телефонный код — 6556.